# Водосховища Сумської області
Водосховища Сумської області — водосховища, які розташовані на території Сумської області (в адміністративних районах і басейнах річок).
На території Сумської області налічується — 43 водосховища, загальною площею понад — 4657 га, з повним об'ємом — 99,0 млн м³.

## Загальна характеристика
Територія Сумської області становить 23,8 тис. км² (3,9 % площі України).
Область повністю розташована в басейні Дніпра. Її площа поділяється між басейнами річок Десна (45,5 %), Сула (18,6 %), Псел (23,4 %) і Ворскла (12,5 %).
Гідрографічна мережа Сумської області включає одну велику річку Десна (120 км у межах області) та середні річки — ліву притоку Десни р. Сейм, праву притоку Сейму р. Клевень, ліві притоки Дніпра — р. Сула, р. Ворскла, р. Псел та його ліву притоку р. Хорол.
В області функціонує 43 водосховища з повним об'ємом 99,0 млн м³, з яких одне — Карабутівське водосховище на р. Сула об'ємом понад 10 млн м³.
За цільовим призначенням водосховища, в основному, комплексного використання, для зрошення та зволоження, а також для риборозведення, енергетики та технічного водопостачання.
На річці Псел побудовано в 50-х роках минулого сторіччя і в даний час експлуатуються 4 малих ГЕС з напором на гідровузлах від 3 до 4 м загальною потужністю 1240 кВт, а саме Низівська ГЕС в с. Низи Сумського району, Мало-Ворожбянська ГЕС поблизу с. Ворожба Лебединського району, Михайлівська ГЕС поблизу с. Михайлівка Лебединського району та Бобровська ГЕС поблизу с. Боброве Лебединського району.

## Наявність водосховищ (вдсх) у межах адміністративно-територіальних районів Сумської області[1]
| Район, місто       | Кількість вдсх, шт. | Площа вдсх, га | Об'єм вдсх — повний, млн м³ | Об'єм вдсх — корисний, млн м³ | В оренді, шт. | В оренді, га |
| ------------------ | ------------------- | -------------- | --------------------------- | ----------------------------- | ------------- | ------------ |
| Білопільський      | 1                   | 180            | 3,2                         | 2,8                           | -**           | -            |
| Буринський         | 3                   | 482            | 7,9                         | 5,8                           | -             | -            |
| Великописарівський | -*                  | -              | -                           | -                             | -             | -            |
| Глухівський        | 4                   | 431            | 5,3                         | 5,0                           | -             | -            |
| Конотопський       | 6                   | 944            | 19,5                        | 18,1                          | -             | -            |
| Краснопільський    | 3                   | 223            | 4,4                         | 4,3                           | 1             | 39           |
| Кролевецький       | -                   | -              | -                           | -                             | -             | -            |
| Лебединський       | 5                   | 426            | 12,0                        | 7,6                           | -             | -            |
| Липоводолинський   | 1                   | 167            | 5,6                         | 5,2                           | -             | -            |
| Недригайлівський   | 2                   | 125            | 3,8                         | 2,7                           | 1             | 72           |
| Охтирський         | 2                   | 203            | 3,8                         | 2,3                           | 1             | 51           |
| Путивльський       | 3                   | 183            | 4,3                         | 3,2                           | —             | -            |
| Роменський         | 1                   | 86             | 3,2                         | 2,8                           | -             | -            |
| Середино-Будський  | 4                   | 386            | 6,7                         | 5,5                           | -             | -            |
| Сумський           | 6                   | 673            | 16,6                        | 13,5                          | 1             | 52           |
| Тростянецький      | 1                   | 47             | 1,5                         | 1,3                           | —             | -            |
| Шосткинський       | 1                   | 101            | 1,2                         | 0,4                           | 1             | 101          |
| Ямпільський        | 1                   | 95             | 1,5                         | 3,4                           | 1             | 76           |
| Разом              | 43                  | 4657           | 99,0                        | 80,5                          | 5             | 315          |

Примітки: -* — немає водосховищ на території району;
-** — немає водосховищ, переданих в оренду.
Лише 12 % водосховищ Сумської області використовуються на умовах оренди і 12 % — на балансі водогосподарських організацій.

## Наявність водосховищ (вдсх) у межах основнихрайонів річкових басейнівна території Сумської області[1]
| Район річкового басейну | Кількість вдсх, шт. | Площа вдсх, га | Об'єм вдсх — повний, млн м³ | Об'єм вдсх — корисний, млн м³ | В оренді, шт. | В оренді, га |
| ----------------------- | ------------------- | -------------- | --------------------------- | ----------------------------- | ------------- | ------------ |
| Дніпра, у тому числі    | 43                  | 4657           | 99,0                        | 80,5                          | 5             | 315          |
| р. Десна                | 20                  | 1865           | 32,2                        | 26,2                          | 1             | 101          |
| р. Сула                 | 6                   | 1113           | 25,7                        | 21,1                          | -*            | -            |
| р. Ворскла              | 3                   | 171            | 4,7                         | 3,3                           | 1             | 39           |
| р. Псел                 | 14                  | 1507           | 36,4                        | 29,9                          | 3             | 175          |
| Разом                   | 43                  | 4657           | 99,0                        | 80,5                          | 5             | 315          |

Примітка: -* — немає водосховищ, переданих в оренду.
В межах району річкового басейну Дніпра розташовано 100 % водосховищ Сумської області. В басейні р. Сула (притока Дніпра) розташовано 46 % водосховищ області, в басейні р. Псел — 33 % в басейні р. Сула — 14 % в басейні р. Ворскла — 7 %.

## Наявність водосховищ (вдсх) об'ємом понад 10млн м³ на території Сумської області[1]
| Назва водосховища, річки (басейну)      | Місцезнаходження вдсх (населений пункт, район) | Площа вдсх, га | Об'єм вдсх — повний, млн м³ | Об'єм вдсх — корисний, млн м³ |
| --------------------------------------- | ---------------------------------------------- | -------------- | --------------------------- | ----------------------------- |
| Карабутівське вдсх, р.Сула (р. Дніпро*) | с. Шпотівка, Конотопський                      | 502            | 13,0                        | 12,0                          |

Примітка: * — у дужках наведено послідовність впадіння річки, на якій розташовано водосховище, у головну річку.